# Мамбетов, Базарбай Эстебесович
Базарбай Эстебесович Мамбетов (6 мая 1948, селе Балбал, Таласский район, Таласская область, Киргизская ССР — 22 октября 2023 Бишкек, Кыргызстан) — советский и кыргызский общественный и государственный деятель, вице-премьер министр Кыргызской Республики (2010—2011), Полномочный посол Кыргызстана в Туркменистане (2011—2013).
Автор книги «Как это случилось», где размышлял и анализировал обстоятельства, в которых оказалась страна после трёх революций, и предлагал извлечь уроки будущим поколениям.

## Биография
Является выходцем из рода Берен, который относится к ветви Саруу. В семье было девять детей, Базарбай был пятым. Род Берен берет начало от Бердике баатыра (седьмой предок по линии Базарбая).
После учёбы в школе #1 в городе Талас, в 1969 году окончил Куйбышевский инженерно-строительный институт по специальности инженера-строителя-технолога, а также Академию общественных наук при ЦК КПСС в Москве (в 1990 году).
1969—1972 — Завод ЖБИ, старший мастер — технолог, зам.начальника цеха;
1972—1977 — Свердловский райком комсомола, г. Фрунзе, Второй секретарь, Октябрьский райком комсомола, г. Фрунзе, первый секретарь;
1977—1980 — Октябрьский райком партии, г. Фрунзе, зав.орготделом;
1980—1988 — ЦК Компартии Киргизской ССР, отдел строительства и городского хозяйства, инструктор, заместитель заведующего.
Базарбай Мамбетов руководил строительством ряда крупных объектов в городе Фрунзе — площади Победы (1985), Дома Правительства, Исторического музея на площади Ала-Тоо, центральных рынков, а также Казарманского золоторудного комбината.
В 1988 году принимал участие в восстановительных работах в г. Спитаке в Армении, где произошло разрушительное землетрясение.
1988—1991 — Государственный строительный комитет Кыргызской Республики, первый заместитель Председателя по производству;
1991—1994 — Госконцерн «Кыргызкурулуш», г. Бишкек, первый заместитель председателя, первый вице-президент;
Ноябрь 1994 — ноябрь 2001 — Полномочный представитель Кыргызской Республики в Исполнительном комитете, заместитель председателя исполкома Межгоссовета Казахстана, Кыргызстана, Таджикистана и Узбекистана;
Ноябрь 2001 — 18 апреля 2005 — постоянный представитель Кыргызской Республики при Евразийском экономическом сообществе в ранге вице-премьера и и. о. национальный координатор от КР в Организации «Центрально-Азиатское сотрудничество».;
С июля 2005 по 2010 — президент Ассоциации нефтетрейдеров Кыргызской Республики;
С мая 2010 по март 2011 — Национальный координатор Временного Правительства Кыргызской Республики по делам ЕврАзЭС и СНГ, вице-премьер Кыргызской Республики;
С 30 марта 2011 по 14 мая 2013 года — Посол Кыргызской Республики в Туркменистан.
Последние годы продвигал развитие гидроэнергетики и продолжение строительства каскада Нарынских ГЭС, более широкое использование стратегического водно-энергетического положения республики в Центральной Азии.
Укрепление демократических основ и обустройство государства напрямую связано с состоянием экономики, в которой главным являются государственные порядки и установление единых правил игры для всех. Тогда к нам придут и инвестиции и международное признание…. Это то, чем мы должны заниматься постоянно и куда мы должны направить интеллектуальный, организующий и созидательный потенциал нации.
Умер 22 октября 2023 года. Похоронен на мемориальном Ала-Арчинском кладбище в г. Бишкек

## Личная жизнь
У Базарбая Мамбетова было трое детей, а также семеро внуков.

## Награды и достижения
- Медаль Мхитара Гоша — (Армения, #009), «за большой вклад в дело ликвидации последствий Спитакского землетрясения 1988 года, оказания гуманитарной помощи и организации восстановительных работ»[источник не указан 172 дня]
- Заслуженный строитель Кыргызской Республики (26 мая 1992)[1][7]

Был награждён многими медалями, Почетными грамотами Киргизской ССР и Республики Кыргызстан.